# ويليام روس (لاعب كرة قدم)
ويليام روس (بالإنجليزية: William Ross)‏ (1 يناير 1874 في المملكة المتحدة - ) هو لاعب كرة قدم بريطاني (وحمل سابقاً جنسية المملكة المتحدة لبريطانيا العظمى وأيرلندا) في مركز حراسة المرمى. لعب مع شيفيلد يونايتد وغريمسبي تاون ونادي تشيسترفيلد ونادي ريدنغ ونوتس كاونتي ولينكولن سيتي أف سي وGlossop North End A.F.C. ‏ وGravesend United F.C. ‏ وKiveton Park F.C. ‏.